# Talale
Talale ist eine osttimoresische Aldeia im Suco Edi (Verwaltungsamt Maubisse, Gemeinde Ainaro). 2015 lebten in der Aldeia 393 Menschen.

## Geographie und Einrichtungen
Talale liegt im Südosten des Sucos Edi. Nördlich befindet sich die Aldeia Demutete und westlich die Aldeia Rai-Mera. Im Osten grenzt Talale an den Suco Maulau Manetú und im Süden an den Suco Aituto. Die Grenze zu Aituto bildet der Colihuno, ein Nebenfluss des Carauluns.
Im Süden liegt das Dorf Talale mit der Grundschule der Aldeia. Nach Norden hin verstreuen sich die Häuser.